# Université de Bamenda
L'université de Bamenda (en anglais : University of Bamenda) est une université publique située dans la ville de Bamenda, dans la région du Nord-Ouest du Cameroun.

## Historique
L'université de Bamenda a été créée en 2010, par décret du président de la République n° 2010/371 du 14 décembre 2010,.

## Organisation
L'université de Bamenda est composée de deux facultés et de cinq grandes écoles  :

### Liste des Facultés
- Faculté des sciences de la santé[4]
- Faculté des sciences[5]

### Liste des grandes écoles
- (en) College of Technology (Coltech)[6]
- Institut Supérieur de Commerce et de Gestion (HICM)[7]
- Institut Supérieur des Transports et Logistique (HITL)[8]
- École Normale Supérieure[9] (HTTC) de Bambili

- École Normale Supérieure de l'Enseignement Technique (HTTTC)[10] de Bambili